# برزوفکا (شهرستان زیسکی، استان آمور)
برزوفکا (به لاتین: Berezovka) یک منطقهٔ مسکونی در روسیه است که در استان آمور واقع شده‌است.